# Isabel García Muñoz
Pour les articles homonymes, voir García et Muñoz.
Isabel García Muñoz, née le 3 mars 1977 à Saragosse, est une femme politique espagnole.

## Biographie
Membre du Parti socialiste ouvrier espagnol, elle est conseillère municipale de Muel en 2007, siège aux Cortes d'Aragon de 2015 à 2019 puis au Parlement européen de 2019 à 2024. 